# Allotoca catarinae
Allotoca catarinae är en fiskart som först beskrevs av De Buen 1942.  Allotoca catarinae ingår i släktet Allotoca och familjen Goodeidae. Inga underarter finns listade i Catalogue of Life.